# Nakra
Nakra (georgiska: ნაკრა) är ett vattendrag i Georgien. Det ligger i regionen Megrelien-Övre Svanetien, i den nordvästra delen av landet.